# Tornø
Die Insel Tornø hat 3 Einwohner (1. Januar 2025). Sie liegt im Odensefjord im Nordosten der dänischen Insel Fyn (deutsch: Fünen). Sie ist über einen etwa 300 m langen Damm mit Fyn verbunden. Die nur etwa 21 Hektar große Insel ist in Privatbesitz und wird landwirtschaftlich genutzt.
Tornø gehört zur Kirchspielsgemeinde (dän.: Sogn) Munkebo Sogn, die bis 1970 zur Harde Bjerge Herred im damaligen Odense Amt gehörte, danach zur Munkebo Kommune im damaligen Fyns Amt, die mit der Kommunalreform zum 1. Januar 2007 in der Kerteminde Kommune in der Region Syddanmark aufgegangen ist.